# 지도부딘
지도부딘(Zidovudine, ZDV), 아지도티미딘(azidothymidine, AZT)은 HIV/AIDS 예방 및 치료에 사용되는 항레트로바이러스 약제이다. 일반적으로 다른 항레트로바이러스 약제들과 함께 사용하는 것이 권고된다. 주사침 찔림 후 또는 분만 중 모자감염 또는 기타 잠재적 노출을 예방하기 위해 사용할 수 있다. 지도부딘 자체로 판매되거나 라미부딘/지도부딘 및 아바카비르/라미부딘/지도부딘으로서 함께 판매된다. 구강이나 저속의 정맥 주사를 통해 사용할 수 있다.
일반적인 부작용으로는 두통, 발열, 메스꺼움이 있다. 심각한 부작용으로는 간 질환, 근육병, 유산산증이 포함된다. 임신 중에도 흔히 사용되며 태아에게 안전한 것으로 간주된다. ZDV는 뉴클레오시드 유사체 역전사효소(NRTI)계에 속한다. DNA를 만들기 위해 HIV가 사용하는 역전사를 억제함으로써 동작하며 그러므로 바이러스의 복제가 감소된다.
지도부딘은 1964년 처음 기술되었다. 1987년 미국에서 사용이 승인되었으며 HIV의 최초의 치료제였다. 의료제도에 필수적인 가장 효과적이고 안전한 의약품 목록인 WHO 필수 의약품 목록에 등재되어 있다. 제네릭 의약품으로 구매가 가능하다. 개발도상국의 도매가는 1개월에 US$5.10 ~ $25.60 사이이다. 2015년 기준으로, 미국의 월간 처방 비용은 $200 이상이었다.

## 의학적 사용

### HIV 치료
AZT는 보통 다른 항레트로바이러스 요법과 함께 하루에 두 번 복용된다. 이 접근법은 고활성 항레트로바이러스 치료(HAART) 라고 하며 HIV 저항 가능성을 방지하는 데 사용된다.

### HIV 예방
AZT는 라미부딘이라 불리는 또 다른 항레트로바이러스 약물과 함께 노출 후 방지제(post-exposure prophylaxis, PEP)에 사용되어 왔다. 그들은 바이러스에 처음 한 번 노출된 후 HIV 감염의 위험을 상당히 줄이기 위해 함께 일한다. 최근에 AZT는 PEP를 제공하기 위해 테노포비르와 같은 다른 항레트로바이러스로 대체되었다.
AZT는 이제 임신, 분만 및 출산 중 HIV 모자감염의 사전 노출 방지 및 사후 노출 치료를 위한 임상 경로의 주요 부분이며, 감염되지 않은 형제자매의 출산 및 신생아 발달에 필수적인 것으로 입증되었다. AZT가 없다면, HIV에 감염된 산모를 가진 태아들 중 많게는 10-15%가 그들 스스로 감염될 것이다. AZT는 수정 후, 분만, 그리고 출산 6주 후에서 이러한 위험을 최소 8%까지 감소시키는 것으로 나타났다. 항레트로바이러스제, 제왕절개, 안면 마스크, 튼튼한 고무 장갑, 임상적으로 일회용 기저귀 분리, 입 접촉 방지처럼 일관되고 사전 예방적인 조치들은 HIV의 아동 보호자 전염을 1-2% 정도 더 줄일 것이다.
1994년부터 1999년까지, AZT는 HIV 모자감염의 주요 예방법이었다. AZT는 미국에서 1000명 이상의 부모 및 유아 사망을 예방했다. 그 당시 미국에서 HIV 양성 산모에게 허용되는 관리 표준은 076 양성으로 알려져 있었고, 2차 접종 3개월 이후 일일 5회 AZT를 투여하고 출산 중에는 정맥 내에 AZT를 투여했다. 이 치료법은 시간이 오래 걸리고 비용이 많이 들었기 때문에, 모자감염이 심각했던 글로벌 남부에서는 불가능하다고 여겨졌다. 1990년대 말에는 '자원 빈곤' 국가에서 사용하기 위한 짧고 간단한 체계의 유효성을 테스트하기 위해 많은 연구가 시작되었다. 이 AZT 단기 코스는 관리 표준이 열악했으며 미국에서 시험해 보았다면 의료사고로 간주되었을 것이다. 그러나 그럼에도 불구하고 빈곤한 피험자의 치료와 생존을 개선하는 치료였다.

## 부작용
가장 흔한 부작용으로는 메스꺼움, 구토, 위산 역류, 두통, 복부 지방 감소, 가벼운 수면, 식욕 감퇴 등이 있다. 비교적 흔하지 않은 부작용으로는 손톱과 발톱의 희미한 변색, 기분 상승, 가끔 따끔거리거나 일시적인 손이나 발의 무감각, 가벼운 피부 변색 등이 있다. 알러지 반응은 드물다.
AZT를 사용한 초기 장기 고선량 치료는 빈혈, 호중구감소증, 간독성, 심근증, 근병증 등 치료를 제한하는 부작용과 관련이 있었다. 이러한 모든 조건은 일반적으로 AZT 선량 감소 시 가역성이 있는 것으로 확인되었다. 이들은 다음과 같은 몇 가지 가능한 원인에 기인한다. 예를 들면 미토콘드리아 DNA의 일시적인 고갈, 일부 세포 미토콘드리아에서 γ-DNA 중합효소의 민감도, 티미딘 삼인산염의 고갈, 산화 스트레스, 세포 내 L-카르니틴의 감소, 또는 근육 세포의 세포자멸 등이 있다. AZT로 인한 빈혈은 적혈구 생성을 촉진하기 위해 에리트로페틴을 사용하여 성공적으로 치료할 수 있다. 인도메타신, 노르다제팜, 아세틸살리실산 (아스피린), 그리고 트리메토프림과 같은 간 글루크론산화를 억제하는 약물은 제거율을 떨어뜨리고 약물 치료 강도를 높였다. 오늘날 부작용은 AZT의 저용량 사용에 있어 훨씬 덜 보편적이다. IARC에 따르면 실험동물에는 지도부딘의 발암성에 대한 충분한 증거가 있다. 그것은 사람에게 발암성이 있을 수 있다.

### 바이러스 저항성
환자에게 용인될 수 있는 가장 높은 용량에서도, AZT는 모든 HIV 복제를 예방할 만큼 충분히 강력하지 않고 바이러스의 복제와 질병의 진행만을 늦출 수 있다. AZT 치료가 길어지면 HIV는 AZT 역전사효소의 돌연변이에 의해 AZT에 대한 내성을 발달시킬 수 있다. 저항성 발달을 늦추기 위해 의사들은 일반적으로 AZT를 단백질 분해효소 억제제, 비핵산 역전사효소 억제제, 또는 통합효소 억제제와 같은 다른 종류의 역전사효소 억제제 및 항 레트로 바이러스 억제제와 함께 투여할 것을 권고한다. 이러한 치료방법은 HAART (Highly Active Anti Retroviral Therapy)라고 알려져 있다

## 기전
AZT는 티미딘 유사체이다. AZT는 바이러스가 RNA를 바탕으로 DNA 복사본을 만들기 위해 사용하는 효소인 HIV의 역전사효소를 선택적으로 억제함으로써 작용한다. 역전사는 HIV의 이중 가닥 DNA 생산을 위해 필요하며, 이것은 이후 프로바이러스라고 부르는 감염된 세포의 유전 물질에 통합된다.
세포 효소는 AZT를 효과적인 5'-삼인산 형태로 변환한다. HIV의 형성 DNA 사슬의 종식이 억제 효과의 특정 요소라는 것이 연구에서 증명되었다.
매우 높은 용량에서, AZT의 삼인산 형태는 세포 분열을 위해 인간 세포에서 사용되는 DNA 중합효소도 억제할 수 있지만, AZT의 용량과는 상관없이 HIV의 역전사효소에 대한 친화력이 약 100배 더 높다. AZT에 의해 DNA 수선이 방해될 경우 세포가 빠르게 수선할 수 있는 능력 때문에 선택성이 일어난다. 반면 HIV 바이러스는 이러한 능력이 부족하다. 따라서 AZT는 감염되지 않은 세포 기능에 영향을 미치지 않고 HIV 복제를 방해한다. 충분히 높은 용량에서, AZT는 미토콘드리아가 복제를 위해 사용하는 DNA 중합효소를 억제하기 시작하며, 잠재적으로 독성이지만 심근과 골격근에 대하여 가역적으로 작용하며 근염을 유발한다.

## 화학

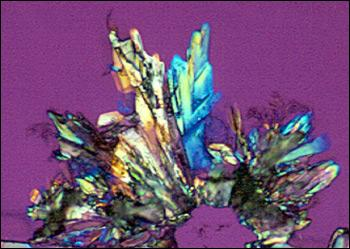
편광빛에 비춰진 AZT의 염 결정

AZT는 비대칭 핵의 단사정계의 소금 구조를 가지며, 염기쌍 이합체의 균등화된 H-N-O 결합 네트워크를 이룬다. 이 다중스케일 결정체의 격자 상부 구조물과 계면 활성제의 머리 부분 사이의 정전기적 결합 극성은 1987년과 1988년에 보도되었다.

## 역사

### 초기 암 연구
1960년대, 대부분의 암이 환경 내 레트로바이러스에 의해 유발된다는 이론은 임상적인 지지와 지원을 얻었다. 그러나 최근 이 이론은 노벨상 수상자인 하워드 테민과 데이비드 볼티모어의 업적으로 인해, 거의 대부분의 조류 암은 새의 레트로바이러스에 의해 유발된다고 알려졌지만, 인간의 레트로바이러스에서도 해당하는지는 아직 발견되지 않은 것으로 밝혀졌다.
노벨상 수상자인 조지 히칭스와 거트루드 엘리언의 실험실에서 행해진 유사한 연구에서 핵산의 합성을 성곡적으로 억제하는 다른 화합물이 항균, 항바이러스 그리고 항암 물질로 증명되었고, 이는 항암물질인 6-mercaptopurine의 개발로 이어졌다.
바바라 앤 카르마노스 암 연구소와 웨인 주립 의과대학의 제롬 호비츠는 미국 국립 보건원(NIH)의 지원 하에 1964년에 처음으로 AZT를 합성했다. 그러나 생쥐에서 생물학적으로 불활성인 것으로 판명된 후 개발은 보류되었다. 1974년 독일 괴팅겐에 있는 막스플랑크 연구소의 울프람 오스테르타그는 AZT가 트기적으로 프렌드 바이러스(마우스 백혈병 바이러스의 일종)를 표적으로 삼았다고 보고했다. 그러나 프렌드 백혈병 바이러스는 레트로바이러스이고, 레트로바이러스로 인해 유발되는 알려진 인체 질환이 없어 다른 연구자들의 관심을 거의 끌지 못했다.

### HIV/AIDS 연구
1983년 파리 파스퇴르 연구소의 연구원들은 인간 면역 결핍 바이러스로 알려진 레트로바이러스를 인간 면역 결핍 증후군의 원인으로 밝혀냈다. 얼마 후, 미국 국립 암 연구소(NCI)의 사무엘 브로더, 히로아키 미쓰야, 로버트 야르코안은 에이즈 치료법을 개발하기 위한 프로그램을 시작했다. 그들은 직접 만든 CD4+ T 세포들을 이용하여, HIV에 의해 CD4+ T 세포들이 죽는 것을 보호하는 약물들의 능력을 검사하기 위한 분석법을 개발했다. 약물 발견 과정을 촉진하기 위해 NCI 연구진은 항바이러스 활동이 가능한 화합물 라이브러리에 접근할 수 있는 제약사와의 협업을 적극 모색했다. 이 분석법은 화합물의 항 HIV 효과와 감염된 T 세포에 대한 독성을 동시에 테스트할 수 있다.
1984년 6월, Burroughs-Welcome의 바이러스학자 마티 세인트 클레어는 HIV 복제를 억제할 가능성이 있는 약물을 발견하기 위한 프로그램을 세웠다. Burroughs-Welcome은 조지 히칭스, 거트루드 엘리언, 데이비드 배리, 폴 맥거트 주니어, 필립 퍼먼, 마사 세인트, 재닛 라이드아웃, 산드라 레르만 등 등 뉴클레오사이드 아날로그와 바이러스 질환에 대한 전문 지식을 가지고 있는 연구원들에 의해 이끌어지고 있었다. 그들의 연구는 바이러스 효소인 역전사효소에 초점을 맞췄다. 역전사효소는 HIV를 포함한 레트로바이러스가 그들 자신을 복제하기 위해 사용하는 효소이다. 당시 웰컴 그룹은 실행 가능한 사내 HIV 항바이러스 검사가 없었기 때문에 2차 테스트는 레트로바이러스의 프렌즈 바이러스 또는 하비 육종 바이러스에 감염된 쥐 세포를 대상으로 수행되었으며, 이러한 레트로바이러스는 합당한 대리표지자(surrogate marker)에 해당하는 것으로 믿어졌다. AZT는 프렌드 바이러스와 하비 육종 바이러스의 주목할 만한 억제제임이 입증되었으며, AZT의 기록을 살펴본 결과 수년 전 쥐에서 항균 활성을 검사했을 때 독성이 낮았다. 이러한 결과에 기초하여, 뉴클레오사이드 화학자인 재닛 라이드아웃이 AZT를 해당 조직의 HIV 항바이러스 분석 검사를 위해 NCI로 보낼 11가지 화합물 중 하나로 선정했다.
1985년 2월, NCI 과학자들은 AZT가 in vitro 연구에서 효능이 있다는 것을 발견했다. 몇 달 후, NCI와 듀크 대학에서 AZT의 임상 1상 시험이 시작되었다. 임상 1상 시험을 진행하며, 그들은 실험실에서 효과적인 항 HIV 활성을 보였던 또 다른 약물인 수라민을 사용한 초기 실험 경험을 바탕으로 하였다. AZT의 이 초기 실험은 이 약이 HIV 환자에게 안전하게 투여될 수 있고, 환자들의 CD4 수치를 증가시키고, 피부 테스트를 통해 측정된 T 세포 면역력이 회복되었음을 증명했으며, AIDS 환자의 체중 증가를 유도하는 것과 같은 임상 효과의 강력한 증거를 보여 주었다. 또 in vitro에서 작용한 AZT 수치를 혈청 및 진정제 형태로 환자에게 주입할 수 있고, 감염된 뇌에만 깊숙이 침투하는 것으로 나타났다.

### 특허 출원 및 FDA 승인
이후 Burroughs-Welcome에 의해 AZT의 엄격한 이중 맹검 위약 통제 무작위 시험이 수행되었고, AZT가 HIV를 가진 사람들의 수명을 안전하게 연장한다는 것을 증명했다. Burroughs-Welcome은 1985년에 AZT 특허를 출원했다. 미국 식품의약국(FDA) 감염방지 자문 위원회는 AZT의 승인을 권고하기 위해 10대 1로 투표를 했다. FDA는 1987년 3월 20일, HIV, 에이즈, 그리고 에이즈 관련 복합체에 대한 사용을 위해 그 약을 승인했다. 실험실에서 AZT가 HIV에 대항했다는 최초 입증과 승인 사이의 기간은 25개월로, 최근 역사상 가장 짧은 약물 개발 기간이었다.
그 후 AZT는 1990년에 만장일치로 유아와 아동에 대한 사용이 승인되었다. AZT는 처음에 현재보다 다소 높은 용량(일반적으로 4시간마다 400mg)으로 투여되었다. 그 당시 HIV/AIDS 치료를 위한 대안들의 부족은 HIV로 인한 불가피하게 느리고 흉하며 고통스러운 사망이 일시적인 빈혈과 악성 질환과 같은 약물의 부작용을 능가하면서 건강 위험/유익 비율을 명확하게 확인시켜 주었다.

## 사회와 문화
1991년, 옹호 단체인 퍼블릭 시티즌은 특허가 무효라며 소송을 제기했다. 그 후, Bar Laboratories와 Novopharm Ltd. 또한 NCI 과학자 사무엘 브로더, 히로아키 미쓰야, 로버트 야르코안이 발명가로 지명되었어야 한다는 주장에 기초하여 특허에 이의를 제기했고, 이 두 회사는 AZT를 일반 의약품으로 판매하기 위해 FDA에 출원했다. 이에 대해 Burroughs-Welcome은 두 회사를 상대로 소송을 제기했다. 미국 연방 순회 항소법원은 1992년에 버로스 웰컴의 손을 들어주면서, 비록 그들이 HIV를 상대로 실험을 한 적은 없지만, NCI 과학자들에게 보내기 전에 HIV에 작동하는 것을 구상했다고 판결했다. 이 소송은 미국 대법원에 상고되었지만 1996년에 그들은 공식적으로 검토하기를 거부했다. Burroughs Welcome Co. v. Bar Laboratories 소송은 미국 발명법에서 획기적인 사건이었다.
2002년, 에이즈 건강관리 재단(AHF)에 의해 또 다른 소송이 제기되었는데, 이 소송 역시 GSK를 상대로 반독점 소송을 제기하였다. 이 특허 소송은 2003년에 기각되었고 AHF는 그 특허에 이의를 제기하는 새로운 소송을 제기했다.
GSK의 AZT 특허는 2005년에 만료되었으며, 2005년 9월에 FDA는 세 가지 제네릭 버전을 승인했다.